# L'Âme Immortelle
A L'Âme Immortelle (a francia kifejezés jelentése halhatatlan lélek) 1996-ban alakult osztrák darkwave duó Bécsből. Tagjai Thomas Rainer (billentyűs hangszerek, ének) és Sonja Kraushofer (ének). Az együttes dalai leginkább melankolikus témájúak (pl. szerelmi csalódásról szólóak), melyeket német és angol nyelven vegyesen adnak elő, kontrasztba állítva Kraushofer lágy női, valamint Rainer kemény férfi vokálját. Az együttes 2004-ben, kiadóváltását követően eltolódott az elektronikus zene irányából a Neue Deutsche Härte felé, majd 2008-tól visszatértek eredeti műfajukhoz.

## Diszkográfia

### Stúdióalbumok
- Lieder die wie Wunden bluten (1997)
- ...In einer Zukunft aus Tränen und Stahl (1998)
- Wenn der letzte Schatten fällt (1999)
- Dann habe ich umsonst gelebt (2001)
- Als die Liebe starb (2003)
- Gezeiten (2004)
- Auf deinen Schwingen (2006)
- Namenlos (2008)
- Durch fremde Hand (2008)
- Momente (2012)
- Fragmente (2012)
- Drahtseilakt (2014)
- Hinter dem Horizont (2018)
- In tiefem Fall (2022)